# Aulad Azaz
Aulad Azaz – miejscowość w Egipcie, w muhafazie Sauhadż. W 2006 roku liczyła 17 111 mieszkańców.